# БелАЗ-549
БелАЗ-549 — сверхтяжелый карьерный самосвал производства Белорусского автомобильного завода (БелАЗ). Выпускался серийно с 1974 по 1986 годы. Являлся первым карьерным самосвалом марки БелАЗ с электромеханической трансмиссией. Всего было собрано 1638 единиц.

## История
Уже ко второй половине 1960-х годов Белорусский автомобильный завод освоил производство линейки карьерных самосвалов грузоподъемностью в 27 тонн (БелАЗ-540А) и 40 тонн (БелАЗ-548). Между тем, принятая производственная программа, требовала создания и освоения более грузоподъемных и производительных машин в перспективной грузоподъемностью в 65, 100 и 120 тонн. Первоначально в качестве 65-тонника должен был выступать самосвальный автопоезд в составе седельного тягача БелАЗ-548В и полуприцепа-самосвала БелАЗ-5272. Однако, по результатам испытаний данный автомобиль оказался не слишком удачным, с большими габаритами, что делало его эксплуатацию в карьерах, в стесненном пространстве проблемной.
Поэтому было принято решение о разработке нового карьерного самосвала грузоподъемностью 65-75 тонн. Такой автомобиль требовал уже более сложную конструкцию, заключавшуюся, в частности, в наличие электромеханической трансмиссии передающий энергию двигателя на ведущие колёса. В колёсные редукторы были встроены электродвигатели (мотор-колесо), самосвал имел независимую подвеску всех колес. Тормозная система состояла из пневмогидравлического привода, включающего также стояночный тормоз постоянно замкнутого типа и запасной тормоз.
Работы по созданию нового самосвала начались в 1965 году. Первый опытный образец БелАЗ-549 был изготовлен 20 декабря 1968 года к 50-летию Белорусской ССР. В последующие несколько лет проводились испытания и доводка будущего самосвала. Вместе с тем возникли проблемы с наличием подходящего двигателя. Советская автомобильная промышленность тогда не производила двигатели мощностью более 500 л.с. пригодные к работе с электрической трансмиссией. На первых прототипах 549-й модели стояли судовые дизели М-300, как временная мера. Однако, из-за несогласованности министерств выбор пал на тепловозные турбодизели 6ЧН 21/21 мощностью в 1050 л.с. которые и ставились на серийные самосвалы. Всё это задерживало начало производства 549-й модели, вплоть до 1974 года. Поставки дизелей не были ритмичными, поэтому и производство БелАЗ-549 по годам не было равномерным. Так за 1974 год было собрано 100 единиц этих самосвалов, а за 1976-й лишь 12. Вместе с базовой моделью был построен и ряд модификаций, большая часть из которых так и осталась прототипами. Например автопоезд БелАЗ-549В-5275 грузоподъемностью в 120 тонн, на котором в опытом порядке был применен газотурбинный двигатель ТВ-2-117 мощностью 1200 л.с. Также был построен опытный образец модификации БелАЗ-549С в северном исполнении и БелАЗ-549Г с опытной газотурбинной силовой установкой ЯМЗ-249 разработки НАМИ, поскольку завод не терял надежды избавиться от "моторной зависимости" от других министерств. 
Первые 8 лет производства 549-я модель собиралась стапельным методом. И только с 1982 года, когда был введён в строй новый специальный сборочный цех сверхбольших карьерных самосвалов, 549-я встала на конвейерную сборку. Тогда же БелАЗ-549 был модернизирован и унифицирован (в том числе и внешне) с более грузоподъемной моделью 75191.
БелАЗ-549 был неоднократным участником различных выставок, в том числе и на ВДНХ в Москве и Минске. О нём часто писали в советской прессе. Производство его продолжалось до 1986 года, когда он был заменен на более усовершенствованную модель БелАЗ-7509 грузоподъемностью в 80 тонн.

## Оценка проекта
БелАЗ-549 стал первым советским карьерным самосвалом, на котором была применена схема «мотор-колесо», то есть, ведущие колеса которого имели электрические двигатели, энергия на которые, посредством электрической трансмиссии, поступала от двигателя внутреннего сгорания. 549-й стал весьма нужной и более производительной машиной, по сравнению со своими «младшими братьями», однако начало его производства существенно задержалось, почти на полторы пятилетки. В мире к этому времени уже появились более производительные карьерные тягачи грузоподъемностью 180 тонн, над которыми БелАЗу ещё предстояло работать.

## Модификации
- БелАЗ-549 — базовая модель;

БелАЗ-Э549Г с ГТД, 1973 год

- БелАЗ-549В-5275 — опытный самосвальный автопоезд;
- БелАЗ-549С — опытная модификация для крайнего севера;
- БелАЗ-Э549Г — опытная модификация с газотурбинным двигателем.